# 엔도 준키
엔도 준키(일본어: 遠藤 純輝, 1994년 12월 8일 ~ )는 일본의 축구 선수이다.

## 구단 경력
그는 2014년부터 2018년까지 J리그의 FC 기후, FC 마치다 젤비아, 후지에다 MYFC에서 활동하였다.